# Hudson Valley Bears
Die Hudson Valley Bears waren eine US-amerikanische Eishockeymannschaft aus Newburgh, New York. Das Team spielte in der Saison 2008/09 in der Eastern Professional Hockey League.

## Geschichte
Die Mannschaft wurde 2008 als Franchise der erstmals ausgetragenen Eastern Professional Hockey League gegründet. In ihrer einzigen Spielzeit belegten die Hudson Valley Bears den vierten und somit letzten Platz der regulären Saison. Nachdem die Liga am Ende der Saison 2008/09 den Spielbetrieb einstellte, taten dies auch die Hudson Valley Bears.

## Saisonstatistik
Abkürzungen: GP = Spiele, W = Siege, L = Niederlagen, T = Unentschieden, OTL = Niederlagen nach Overtime SOL = Niederlagen nach Shootout, Pts = Punkte, GF = Erzielte Tore, GA = Gegentore, PIM = Strafminuten
| Saison  | GP | W | L  | T | OTL | SOL | Pts | GF  | GA  | Platz    | Playoffs |
| 2008/09 | 50 | 3 | 45 | — | 1   | 1   | 8   | 145 | 362 | 4., EPHL | —        |

## Team-Rekorde

### Karriererekorde
Spiele: 36  Mike Dardzinski
Tore: 23  Scott Estey
Assists: 38  John Geverd
Punkte: 55  John Geverd
Strafminuten: 173  Joe Pelle